# Punts extrems del món
Aquesta és una llista dels punts extrems del món: aquells que es troben més al nord, sud, est o oest, aquells que es troben a una altitud major o menor, i aquells que es troben més lluny de la terra o del mar que qualsevol altre lloc.

## Món

### Latitud i longitud
- El punt més septentrional del món és el pol Nord geogràfic, situat a l'oceà Àrtic.
- El punt més septentrional a terra és l'illa Kaffeklubben, que es troba al nord de Groenlàndia (83° 40′ N, 29° 50′ O / 83.667°N,29.833°O), un xic més al nord que el Cap Morris Jesup també a Groenlàndia (83° 38′ N, 32° 40′ O / 83.633°N,32.667°O). Hi ha diversos bancs de grava inconstants situats més al nord, el més conegut dels quals és Oodaaq. Els cartògrafs medievals feien servir el nom Ultima Thule per referir-se a qualsevol lloc remot situat al nord, lluny dels «límits del món conegut».
- El punt més meridional del món, que també és el punt més meridional a terra, és el pol Sud geogràfic, que es troba al continent de l'Antàrtida.
- Els punts més occidentals i orientals del món, seguint l'ús habitual de la longitud, es poden trobar allà on el meridià 180 passa per Sibèria (incloent-hi l'illa de Wrangel), Fidji (la península oriental de Vanua Levu, el centre de Taveuni i la part occidental de Rabi) o l'Antàrtida.
- El punt més occidental a terra, basant-se en la ruta de la línia internacional de canvi de data, és l'illa Attu (Alaska).
- El punt més oriental a terra, basant-se en la ruta de la línia internacional de canvi de data, és l'illa Carolina (Kiribati).

¹El 1995 es canvià el traçat de la línia internacional de canvi de data. Kiribati quedà al costat asiàtic de la línia i l'illa Carolina es convertí en el punt més oriental a terra. Seguint el traçat antic de la línia, el punt més oriental seria Niuatoputapu (Tonga).

### Altitud

#### Punt més alt
- El punt més alt respecte al nivell del mar és el cim de l'Everest, a la frontera entre el Nepal i la Xina. Es creu que el xerpa nepalès Tenzing Norgay i el neozelandès Edmund Hillary es convertiren en els primers a coronar la muntanya l'any 1953, tot i que s'ha especulat que una altra expedició ho hagués aconseguit el 1924. Les estimacions de l'altitud de l'Everest varien lleugerament, però en general es considera que el cim es troba a 8.848 msnm.
- El punt més llunyà del centre de la Terra és el cim del Chimborazo (Equador), situat a 6.384,4 km de distància. Això és degut al fet que la Terra no és una esfera perfecta, sinó un esferoide oblat (un el·lipsoide que és un xic més ample a l'equador i un xic més estret als pols que una esfera). La seva ubicació propera a l'equador fa que el cim del Chimborazo es trobi més lluny del centre de la Terra que el de l'Everest tot i estar a menys altitud sobre el nivell del mar. El pic de l'Everest se situa a 6.382,3 km del centre del planeta, és a dir, 2.168 m més a prop que el del Chimborazo. El cim del Huascarán (Perú) és el segon punt més distant per només 23 m de diferència respecte al primer.

#### Punt natural més baix
- El punt més baix conegut és la Fossa Challenger, que es troba al fons de la Fossa de les Mariannes, a 10.911 m sota el nivell del mar.[1] Només hi han baixat tres persones: Jacques Piccard i el lloctinent de la Marina dels EUA Don Walsh hi arribaren el 1960 a bord del batiscaf Trieste, mentre que el director de cinema James Cameron repetí la proesa el 2012 a bord del Deepsea Challenger.
- El punt subterrani més baix es troba a més de 2.000 m sota la superfície. Per exemple, la diferència d'altitud entre l'entrada de la cova Veryovkina i el seu punt més baix explorat és de 2.212 m. No s'ha explorat el punt més baix que existeix.
- El punt més baix a terra ferma no cobert per aigua líquida és la vall situada sota la glacera de Byrd, que arriba a 2.780 m sota el nivell del mar. Tanmateix, està coberta per una capa gruixuda de gel (vegeu Extrems de la Terra i Llista de llocs a terra ferma situats per sota del nivell del mar).
- El punt més baix a terra ferma és la riba de la mar Morta, a Israel i Jordània, que es troba a 418 m sota el nivell del mar (vegeu Llista de llocs a terra ferma situats per sota del nivell del mar).
- El punt més proper al centre de la Terra (~6.353 km) se situa probablement al fons de l'oceà Àrtic (amb una profunditat màxima de 5.450 m, a prop del pol Nord geogràfic (el fons de la Fossa de les Mariannes es troba a uns 6.370 km del centre de la Terra).

#### Punt artificial més baix
- El punt subterrani més baix que s'ha assolit mai és el fons del pou superprofund de Kola (Rússia), a 12.262 m per sota de la superfície.
- El punt subterrani de mida humana més baix al qual s'ha arribat mai es troba a 3,9 km de profunditat,[2] a la mina de TauTona (Carletonville, Sud-àfrica).
- El punt artificial a cel obert més baix (respecte al nivell del mar) podria ser la mina a cel obert de Hambach (Alemanya), situada a 293 m per sota del nivell del mar.
- El punt artificial a cel obert més baix (respecte a la superfície) podria ser la mina a cell obert de Bingham Canyon (Salt Lake City, Estats Units), que es troba a 1.200 m per sota de la superfície. Warwick, a 1.187 m de profunditat, ocupa el segon lloc per poc.
- El punt submarí més baix és el fons del pou gasífer i petrolífer del camp de Tiber, al golf de Mèxic, que es troba a una profunditat de 10.680 m per sota del seu brocal. El brocal en si està 1.259 m per sota del nivell del mar, de manera que el fons del pou se situa a una profunditat d'11.939 m per sota del nivell del mar.[3]28° 44′ 12″ N, 88° 23′ 13″ O / 28.736667°N,88.386944°O

#### Punt més alt accessible amb mitjans de transport

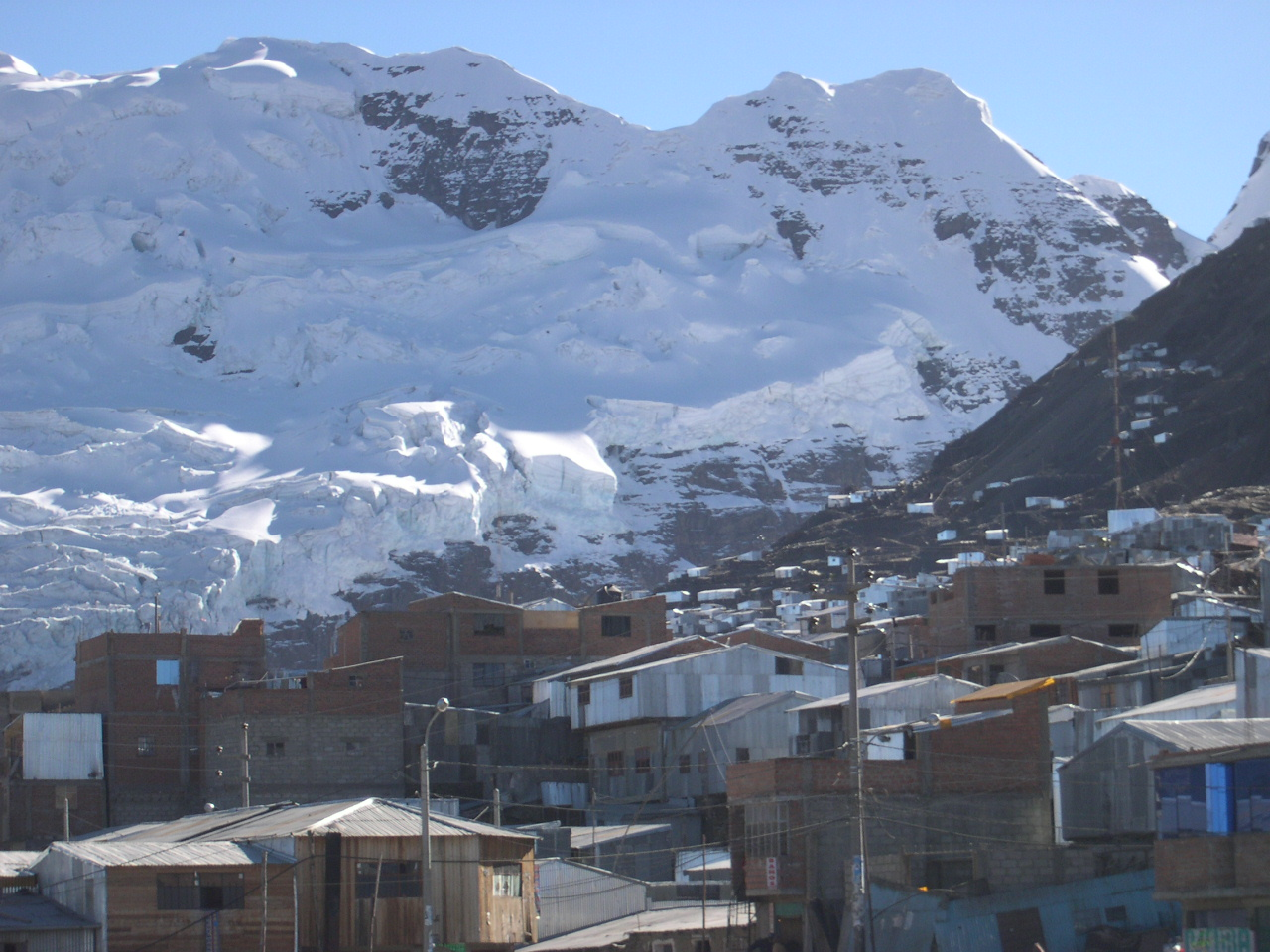
La Rinconada (Perú)

- Carretera (atzucac): A l'Aucanquilcha (Xile) hi ha una carretera que arriba a 6.176 m per sobre del nivell del mar. Porta al cim d'un volcà i antigament hi podien passar camions miners de 20 tones.[4] Actualment, la carretera està fora de servei. 21° 12′ 50″ S, 68° 28′ 30″ O / 21.214°S,68.475°O
- Carretera (port de muntanya): Mana La, a la frontera entre l'Índia i el Tibet, té una carretera en bones condicions que fou construïda entre el 2005 i el 2010 i assoleix una altitud de 5.610 msnm, 250 m a l'oest del punt més baix del port, a 5.545 msnm. Semo La (Tibet, 5.565 msnm) i Marsimik La (Índia, 5.582 msnm) són altres opcions segons com es defineixi un punt «al qual es pugui arribar amb mitjans de transport». Pot ser que hi hagi altres ports oberts a la circulació al Tibet, a zones afectades per la falta d'informació i l'accés restringit. Vegeu Khardung La per a més informació.
- Carretera asfaltada: El pas de la Carretera Central del Perú pel port de Ticlio, a 4.818 msnm.
- Tren: El Pas de Tanggula, a les muntanyes Tanggula (Qinghai/Tibet, a la Xina), es troba a la línia Qinghai-Tibet (Qingzang), a una altitud de 5.072 msnm. Tanggula també té l'estació de tren més alta del món, a 5.068 msnm. Abans que es construís la línia Qingzang, la via de tren més elevada anava de Lima a Huancayo (Perú) i assolia una altitud de 4.829 msnm a Ticlio.[5]
- Vaixell d'alta mar: Whitehorse (Canadà) és el punt més alt que es pot assolir amb vaixells d'alta mar, a una altitud de 640 msnm.[6] La part del canal Rin-Main-Danubi situada entre les rescloses de Hilpoltstein i Bachhausen (Alemanya) es troba a una altitud de 406 msnm i és el punt més elevat al qual arriben vaixells d'alta mar avui en dia.
- Aeroport comercial: L'aeroport de Daocheng Yading, a Sichuan (Xina), situat a 4.411 msnm.[7] L'aeroport de Nagqu Dagring (Tibet), encara en fase de disseny, podria superar-lo per 25 metres.
- Helisuperfície: Sonam, a la glacera de Siachen (Índia), que es troba a una altitud de 6.400 msnm.[8]
- Població permanent: La Rinconada, situada a 5.100 msnm als Andes peruans, a prop d'una mina d'or.
- Carretera més llunyana del centre de la Terra: La carretera que porta al Refugi Carrel del Chimborazo (Equador), a 4.850 msnm. Es troba a 6382,9 km del centre de la Terra.[9]

#### Punt més baix accessible amb mitjans de transport

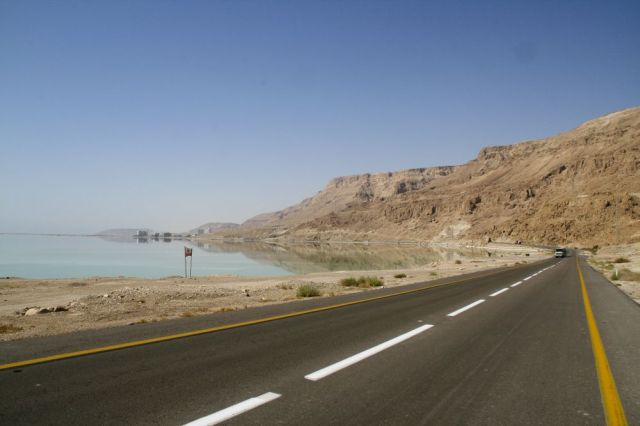
La mar Morta

- Carretera: A part de les que estan situades dins de mines, les carreteres més baixes del món són les que passen per la mar Morta (Israel i Jordània), amb una altitud de 418 m sota del nivell del mar. El túnel de carretera submarí més profund és el túnel d'Eiksund (Noruega), que es troba a 287 m sota el nivell del mar.
- Camp d'aviació: Aeròdrom de Bar Yehuda (MTZ), a prop de Masada (Israel), situat a 378 m sota el nivell del mar.
- Aeroport comercial: Aeroport d'Atirau (GUW), a prop d'Atirau (Kazakhstan), que es troba a 22 m sota el nivell del mar.
- Tren: Deixant de banda les que estan situades dins de les mines d'or de Sud-àfrica, que poden arribar a milers de metres sota el nivell del mar, la via de ferrocarril més baixa del món es troba dins del túnel de Seikan, a 240 m sota el nivell del mar. En comparació, el Channel Tunnel entre Folkestone (Regne Unit) i Coquelles (França) arriba a 75 m sota el nivell del mar. L'estació més baixa és l'estació de Yoshioka-Kaitei, a 150 m sota el nivell del mar. La via de ferrocarril més baixa que no es troba dins d'un túnel és la línia entre Yuma (Arizona) i Palm Springs (Califòrnia), als Estats Units, que descendeix fins a 71 m sota el nivell del mar.[5]

#### Accidents geogràfics extrems segons la seva altitud
- Volcà més altː El Ojos del Salado a 6.893 msnm, a la frontera entre Argentina i Xile.
- Llac més altː Un llac a 6.390 msnm (27° 07′ 00″ S, 68° 32′ 00″ O / 27.11666666666667°S,68.53333333333333°O) al costat argentí del volcà Ojos del Salado. Altre candidat és Lhagba, piscina al vessant nord-est del mont Everest, Tibet a una altitud de 6.368 msnm.
- Llac navegble més altː Llac Titicaca, a la frontera entre Perú i Bolívia, als Andes amb 3.812 msnm.
- Glacera més altaː Glacera Khumbu, al vessant sud-oest del mont Everest, al Nepal, començant a una alçada de 7.600 fins als 8.000 msnm.
- Riu més altː El riu Ating, que desemboca en el Along Tso, un gran llac del Tibet, a 6.100 msnm. El gran riu que neix a major altitud és el Brahmaputra o Yarlung Tsangpo (en tibetà); el seu braç principal (Maquan He) neix a uns 6.020 msnm. Per damunt d'aquestes alçàries no hi han rius doncs la temperatura és quasi sempre inferior al punt de congelació.
- Illa més altaː La sèrie d'illes del llac Orba Co, situades a 5.209 msnm al Tibet.
- Cascada més altaː El Salto Angel, ubicat al sud de Veneçuela té 980 metres d'alçària.
- Cova més profunda mesurada des del nivell de l'entradaː Cova de Vorònia, a Geòrgia, amb un desnivell de 2.149 metres.
- Caiguda vertical més llargaː 1.250 m al mont Thor, parc nacional Auyuittuq, illa de Baffin, Nunavut (Canadà)
- Major caiguda quasi verticalː 1.340 m a Torres Trango, Pakistan

### Majors distàncies de la Terra

#### Majors distàncies al llarg d'una mateixa latitud (recorreguts est-oest)
- Distància contínua més llargaː 10.746 km (a la latitud 48º24'53"N)ː des de Bretanya (França) (4º47'44"W), passant per Europa central, Ucraïna, Rússia, el Kazakhstan, Mongòlia i Xina fins Primorie (Rússia) (140º6'3"E)
- Distància contínua més llarga a la marː 22.471 km (a la latitud 55º59'S)ː Sud del Cap d'Hornos (Sud-amèrica)
  - 4.435 km (a la latitud 83º40')ː Nord de l'illa Kaffeklubben (Groenlàndia) la més llarga al hemisferi nord.
  - 15.409 km (a la latitud 18º39'12"N) a l'oceà Pacífic, entre la Xina (Hainan) (110º15'9"E) i Mèxic (103º42'6"W) la més llarga entre continents.

#### Majors distàncies al llarg d'una mateixa longitud (recorreguts nord-sud)
Distància continua més llarga
- A la Terraː 7.590 km (a la longitud 99º1'30"E)ː Rússia (76º13'6"N), Mongòlia, Xina, Birmània i Tailàndia (7º53'24"N)
- A l'Àfricaː 7.417 km (a la longitud 20º12'E) Líbia (32º19'N), Txad, República Centreafricana, República Democràtica del Congo, Angola, Namíbia, Botswana, Sud-àfrica (34º41'3"S)
- A Amèrica del Sudː 7.098 km (a la longitud 70º2'W)ː Veneçuela (11º30'3"N), Colòmbia, Brasil, Perú, Xile, Argentina, Xile (52º33'3"S)
- A Amèrica del Nordː 5.813 km (a la longitud 97º52'3"W)ː Canadà (68º21'N), Estats Units, Mèxic (16º1'N)

Distància contínua més llarga a la mar
- A la Terraː 15.986 km (a la longitud 34º45'45"W)ː Groenlàndia Oriental (66º45'N), oceà Atlàntic, Antàrtida (Flichner Ice Shelf) (77º20'S)
- A l'oceà Pacífic: 15.883 km (a la longitud 172º8'30"W)ː Rússia (Sibèria) (64º45'N), oceà Pacífic, Antàrtida (Barrera de gel de Ross) (78º20'S)

### Elements més remots
- Illa habitadaː Illa de Pasqua (Xile), amb 3.791 habitants, s'ubica al mig de l'oceà Pacífic i té com a punt continental més proper la Punta Lavapié a la VIII regió del Biobio (Xile) a 3.526 km. Quant a illes habitades està a 2.075 km a l'oest de les illes Pitcairn i a 4.251 de Papeete, la capital de la Polinèsia Francesa. L'illa més propera es troba a 415 km al nord-estː Sala y Gómez
- Illa deshabitadaː Illa Bouvet, una petita illa noruega localitzada al sud de l'oceà Atlàntic (54º26'S 3º24'E). La terra més propera és la també deshabitada Terra de la Reina Maud (Antàrtida) a unos 1.600 km al sud. Les terres habitades més properes on Tristán da Cunha a 2.260 km i Sud-àfrica, a 2.580 km de distància
- Arxipièlacː Tristán da Cunha, al sud de l'oceà Atlàntic, a 2.816 km de Sud-àfrica i 3.360 km d'Amèrica del sud. Les illes son part de la colònia britànica de Santa Elena, que està a 2.161 km al nord. Té una població d'uns 270 habitants, tots residents a l'illa principal de l'arxipièlac.
- Ciutats habitades importantsː Honolulu o Perth, depenent de la definició de "distància" i "grans". No hi ha assentaments a 3.841 km de Honolulu i a 2.139 de Perth majors de 500.000 habitants (San Francisco i Adelaida respectivament).
- Major ciutat continental sense connexió per carreteraː Iquitos (Perú), amb 471.993 habitants, la ciutat no més té connexió aèrea i fluvial a la resta del país i amb l'única excepció de la ruta departamental LO-103 (anomenada via interprovicial Iquitos-Nauta), una llarga carretera que connecta totes dues ciutats i altres pobles fins a San Antonio del Estrecho. Seguint el curs de l'Amazones, poden arribar vaixells marins de fins a 9.000 tones i 5,5 metres de calat, provinents de l'oceà Atlàntic.
- Aeroportː L'internacional Mataveri (IPC) a l'illa de Pasqua, que té una sola pista per a ús públic i militar. Es troba a 3.759 km de Santiago de Xile (SCL) que té vols regulars amb ell i a 2.603 km de Mangareva (GMR) a les illes Gambier (Polinèsia Francesa) amb el que no té vols regulars.
- Capitals d'Estatː Canberra (Austràlia) i Wellington (Nova Zelanda), cap de les dues té una altra capital més propera. Les dues ciutats estan a 2.330 km de distància.

### Pols d'inaccesibilitat

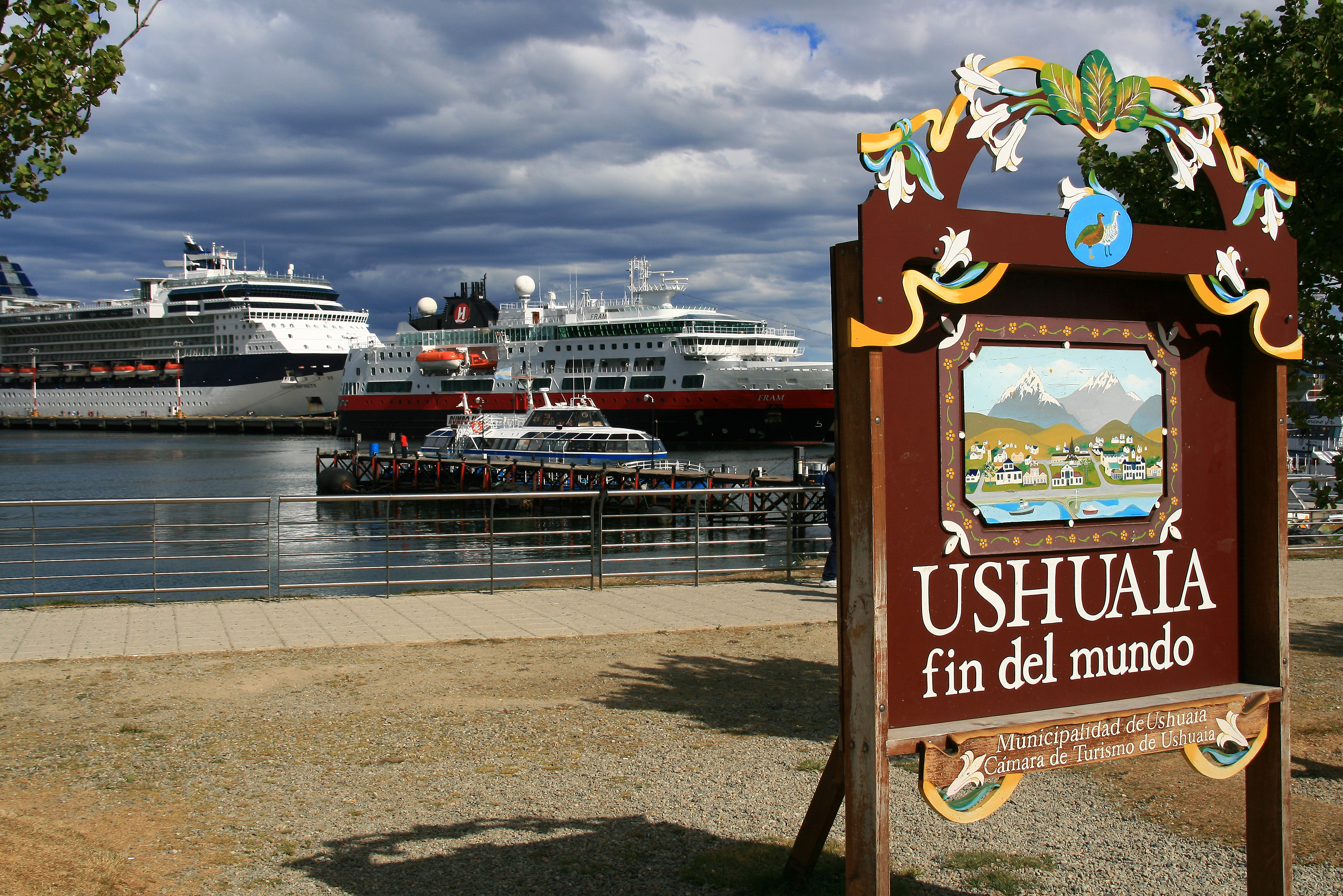
Ushuaia és la capital de la província argentina de Tierra del Fuego i la ciutat més meridional del món.

Són els llocs que estan a major distància de la línia de la costa
- Euràsiaː És el lloc més allunyat del mar de tot el planeta (46º16'8"N 86º40'2"E), encara que el seu càlcul -no documentat- no té en consideraciò la línia de costa del golf de l'Obi. Aquest lloc es troba al desert de Dzoosotoyn Elisen, prop de Xiazigaixiang, província de Xinjiang (Xina) i està a 2.648 km del mar. Càlculs recents senyalen dues localitzacions alternatives (degut a la indefinició de la línia costanera a la desembocadura del riu Ganges)ː EPIA1 (44º29'N 82º19'E) i EPIA2 (45º28'N 88º14'E) situats respectiva i aproximadament a 2.510 i 2.514 km de la línea de costa.
- Pacíficː També anomenat Punt Nemo, és el lloc més allunyat de qualsevol tipus de terra ferma i es troba al sud de l'oceà Pacífic a 2.688 km de l'illa Ducie (Illes Pitcairn) al nord, de Motu Nui (un illot junt a l'illa de Pasqua) al nord-est i de l'illa Maher (Antàrtida) al sud
- Sud (o de l'Antàrtida)ː Comunment situat als 82º58'S 54º40'E, a una alçada de 3.718 msnm i ocupat per la base rusa Vostok, és el punt del continent antàrtic més allunyat de l'oceà. Aquest punt és més difícil d'assolir que el pol sud geogràfic, del qual dista 878 km. Per la dificultat d'establir la línia de costa de l'Antàrtida, degut a les plaques de gel que circumden el continent, existeix controvèrsia sobre a on es troba aquest punt i es donen diferents coordenades segons els criteris emprats. L'Institut d'investigació Scott ho estableix a 85º50'S 65º47'E i Poles.com el situa a 82º53'14"S 55º4'30"E amb un càlcul que tracta de marcar la costa eliminant al màxim les plaques de gel. Si s'inclouen aquestes plaques permanents el punt es 83º50'37"S 65º43'30"E. Va ser assolit per primera vegada el 14 de desembre de 1958 per la tercera expedició antàrtica rusa per al projecte Any Geofísic Internacional lederada per Yevgeny Tolstikov i establiren una base temporal, la Polyus Nedostupnosti. Una segona expedició rusa arribà el 1967 i van col·locar un bust de Lenin amb la cara orientada cap a Moscou, que encara segueix en peu i està protegit com a lloc històric.
- Nordː 84º3'N 174º51'W, punt mers allunyat de la costa a l'oceà Àrtic. Dista 611 km del pol nord geogràfic. Està situat a 1.453 km de punta Barrow (Alaska) i equidista 1.904 km de les altres dues mases continentalsː illa Ellesmere i Terra de Francesc Josep. Va ser assolit volant per primera vegada per Sir Hubert Wilkins el 1927. El 1957 un trencagels rus arribà fins a ell. Degut a la deriva de les plaques de gel polars cap estructura permanent pot assenyalar-lo.
- Àfricaː 5º65'N 26º17'E, està a 1.814 km de la costa, a un lloc proper a la confluència de les fronteres de la República Centreafricana, Sudan del Sud i la República Democràtica del Congo, prop de la ciutat d'Obo, a la prefectura de l'Haut-Mbomou.
- Amèrica del sudː 14º5'S 56º85'W, es troba a Brasil, prop de Arenàpolis, Alt Paraguai (Centre-sud Mato-Grossense)
- Amèrica del nordː 43º36'N 101º97'W, a Dakota del sud a 11 km de Allen (comtat de Bennet), dista 1.639 km de l'oceà Pacífic, del mar Carib i de la badia de Hudson
- Austràliaː 23º17'S 132º27'E a 161 km de Alice Springs, la ciutat més propera és Papunya (als Territoris del Nord) a 30 km al sud-oest

### Punts extrems dels assentaments humans
|                             | Hemisferi Nord  | Hemisferi Nord                                         | Hemisferi Nord | Hemisferi Nord | Hemisferi Nord | Hemisferi Sud   | Hemisferi Sud                                                                                       | Hemisferi Sud | Hemisferi Sud | Hemisferi Sud |
| Assentament                 | Localització    | Estat                                                  | Habitants      | Latitud        | Assentament    | Localització    | Estat                                                                                               | Habitants     | Latitud       |               |
| --------------------------- | --------------- | ------------------------------------------------------ | -------------- | -------------- | -------------- | --------------- | --------------------------------------------------------------------------------------------------- | ------------- | ------------- | ------------- |
| Assentament permanent       | Alert           | Illa d'Ellesmere, Nunavut                              | Canadà         | 5              | 82º28'N        | Puerto Toro     | illa Navarino, comuna de Cap d'Hornos, regió de Magallanes i de la Antàrtica Xilena                 | Xile          | 36            | 55º5'S        |
| Capital d'Estat             | Reykjavik       | badia de Faxaflói                                      | Islàndia       | 121.960        | 64º9'N         | Wellington      | regió de Wellington, illa Sud                                                                       | Nova Zelanda  | 179.463       | 41º17'S       |
| Més de 1.000 habitants      | Longyearbyen    | Illa Spitsbergen, illes Svalbard                       | Noruega        | 1.600          | 78º35'N        | Puerto Williams | illa Navarino, comuna de Cap d'Hornos, regió de Magallanes i de la Antàrtica Xilena                 | Xile          | 1.814         | 54º56'S       |
| Més de 5.000 habitants      | Tiksi           | raion de Bulun, república de Saja                      | Rússia         | 5.100          | 71º35'N        | Ushuaia         | canal Beagle, departamento Ushuaia, província de Terra del Foc, Antàrtida e Illes de l'Atlàntic Sud | Argentina     | 56.956        | 54º48'S       |
| Més de 50.000 habitants     | Tromsø          | comtat de Troms, regió del Nord-Norge                  | Noruega        | 61.897         | 69º40'N        | Ushuaia         | canal Beagle, departamento Ushuaia, província de Terra del Foc, Antàrtida e Illes de l'Atlàntic Sud | Argentina     | 56.956        | 54º48'S       |
| Més de 100.000 habitants    | Norilsk         | krai de Krasnoyarsk                                    | Rússia         | 134.832        | 69º21'N        | Punta Arenas    | regió de Magallanes i de la Antàrtica Xilena                                                        | Xile          | 120.000       | 53º10'S       |
| Més de 250.000 habitants    | Múrmansk        | província de Múmansk                                   | Rússia         | 308.100        | 68º58'N        | Christchurch    | regió de Canterbury, illa Sud                                                                       | Nova Zelanda  | 375.000       | 43º32'S       |
| Més de 500.000 habitants    | Helsinki        | regió d'Uusimaa                                        | Finlàndia      | 559.330        | 60º10'N        | Mar del Plata   | partido del General Pueyrredón, província de Buentos Aires                                          | Argentina     | 614.000       | 38º0'S        |
| Més d'1.000.000 habitants   | Sant Petersburg | Óblast de Leningrad, districte federal Nord-occidental | Rússia         | 5.023.313      | 59º57'N        | Melbourne       | estat de Victòria                                                                                   | Austràlia     | 4.485.211     | 37º48'S       |
| Mes de 10.000.000 habitants | Moscou          |                                                        | Rússia         | 12.108.257     | 55º45'N        | Buenos Aires    | | Argentina     | 12.400.000    |               |

### Objectes més septentrionals
| Objecte                                                                           | Ubicació                                            | Regió                     | Estat        | Latitud |
| --------------------------------------------------------------------------------- | --------------------------------------------------- | ------------------------- | ------------ | ------- |
| Laboratori científicː Campament Barneo (rus)                                      | prop del pol Nord                                   |                           |              | 90°     |
| Llac                                                                              | Llac Pol Nord                                       |                           | Pol Nord     | 85º     |
| Illa                                                                              | Illa de Kaffekklubben                               |                           | Groenlàndia  | 83º 40' |
| Florː Saxifrage porpra                                                            | Illa de Kaffekklubben                               |                           | Groenlàndia  | 83º 40' |
| Salze (àrtic)                                                                     | Illa de Kaffekklubben                               |                           | Groenlàndia  | 83º 40' |
| Peixos d'aigüa dolça                                                              |                                                     |                           |              | 82º     |
| Observatoriː Geodèsic àrtic de la Terra                                           | Ny-Ålesund                                          | Svalbard                  | Noruega      | 78º 55' |
| Granja d'aigües residuals                                                         | Ny-Ålesund                                          | Svalbard                  | Noruega      | 78º 55' |
| Jardí d'infànciaː Kullungen i Polarflokken barnehage                              | Longyearbyen                                        | Svalbard                  | Noruega      | 78º 22' |
| Torre de cèl·lules LTE                                                            | Longyearbyen                                        | Svalbard                  | Noruega      | 78º 22' |
| Col·legi                                                                          | Longyearbyen                                        | Svalbard                  | Noruega      | 78º 20' |
| Institut d'educació superiorː Centre universitari                                 | Longyearbyen                                        | Svalbard                  | Noruega      | 78º 13' |
| Continent                                                                         | Cap Txeliuskin, península de Taimir                 | Sibèria                   | Rússia       | 77º 44' |
| Àrbreː Larix Gmelin                                                               | 150 km a l'oest del rierol Khatanga                 | Sibèria                   | Rússia       | 73º 4'  |
| Bosc                                                                              | bosc de Lukunski, Dahurian, al sud del riu Khatanga | Sibèria                   | Rússia       | 72º 31' |
| Plataforma petrolieraː Goliat                                                     | oceà Àrtic                                          |                           |              | 71º 39' |
| Volcà actiu                                                                       | Beerenberg                                          | Jan Mayen                 | Noruega      | 71º 4'  |
| Parc de molins de vent                                                            | Havøygavelen                                        | Havøysund                 | Noruega      | 71º 0'  |
| Amfibiː Granota de fusta de Sibèria                                               |                                                     | al nord de Sibèria        | Rússia       | 71º     |
| Planta de gas natular liqüat                                                      | Melkøya                                             | Finmark                   | Noruega      | 70º 41' |
| Escull de coral                                                                   | Korallen                                            | Finmark                   | Noruega      | 70º 40' |
| Línia d'alta tensió                                                               | Balsfjord                                           | Finmark                   | Noruega      | 70º 39' |
| Escola agrícola                                                                   | Tana                                                | Finmark                   | Noruega      | 70º 26' |
| Universitat popularː Øytun                                                        | Alta                                                | Finmark                   | Noruega      | 69º 56' |
| Batxillerat internacional                                                         | Kirkenes                                            | Finmark                   | Noruega      | 69º 41' |
| Universitat                                                                       | Tromsø                                              | Troms                     | Noruega      | 69º 40' |
| Conservatori de música                                                            | Tromsø                                              | Troms                     | Noruega      | 69º 40' |
| Planeteriː del la llum del nord                                                   | Tromsø                                              | Troms                     | Noruega      | 69º 40' |
| Escola Waldorf                                                                    | Tromsø                                              | Troms                     | Noruega      | 69º 38' |
| Escola d'art                                                                      | Karasjok                                            | Finmark                   | Noruega      | 69º 28' |
| Observatori astronòmic                                                            | Skibotn                                             | Troms                     | Noruega      | 69º 23' |
| Instal·lació permanent de llançament de cohets de sondeig i globus científics     | Andøy                                               | Nordland                  | Noruega      | 69º 5'  |
| Planta de residus radioactius                                                     | Murmansk                                            | Murmansk                  | Rússia       | 68º 58' |
| Colònia natural de ratpenats                                                      | Rundhaug, Målselv                                   | Troms                     | Noruega      | 68º 58' |
| Central d'energia solar                                                           | Inari                                               | Lapònia                   | Finlàndia    | 68º 50' |
| Escola de jardineria                                                              | Borkenes                                            | Troms                     | Noruega      | 68º 46' |
| Centre de proves de cotxesː Infern blanc                                          | Saarieselkä, Inari                                  | Lapònia                   | Finlàndia    | 68º 15' |
| Central nuclear                                                                   | Bilbino                                             | Chukotka                  | Rússia       | 68º 3'  |
| Rèptil: Llangardaix vivípar                                                       |                                                     |                           |              | 68º     |
| Avellana                                                                          | reserva natural de Prestegårdsskogen, Steigen       | Nordland                  | Noruega      | 67º 55' |
| Port espacialː Esrange                                                            | Jukkasjärvi                                         | Kiruna                    | Suècia       | 67º 53' |
| Màquina de tall làser                                                             | Mekaniska                                           | Kiruna                    | Suècia       | 67º 51' |
| Ubicació amb totes les temperatures mitjanes mensuals per damunt de la congelació | Værøy y Røst                                        | Nordland                  | Noruega      | 67º 40' |
| Escola catòlicaː St. Eystein                                                      | Bodø                                                | Nordland                  | Noruega      | 67º 16' |
| Bosc d'oms                                                                        | Beiarn                                              | Nordland                  | Noruega      | 66º 55' |
| Serp, víbora                                                                      | cercle àrtic                                        | Nordland                  | Noruega      | 66º 34' |
| Planta de biogas                                                                  | Tervola                                             | Lapònia                   | Finlàndia    | 66º 9'  |
| Til·ler                                                                           | Brønnøy                                             | Nordland                  | Noruega      | 65º 28' |
| Escola d'arquitectura                                                             | Oulu                                                | Northern Ostrobothnia     | Finlàndia    | 65º 3'  |
| Trituradora                                                                       | Kajaani                                             | Kainuu                    | Finlàndia    | 64º 13' |
| Freixe (europeu) fraxinus excelsior                                               | Leksvik i Frosta                                    | Nord-Trøndelag            | Noruega      | 63º 39' |
| Bosc de roure (anglès)                                                            | Edøya                                               | Møre og Romsdal           | Noruega      | 63º 27' |
| Laboratori de psicolingüística i neurolinguísticaː Hospital universitari          | Trondheim                                           | Trondheim                 | Noruega      | 63º 25' |
| Llac cràter                                                                       | Llac Lappajärvi                                     | Lappajärvi                | Finlàndia    | 63º 7'  |
| Grèvol (europeu)                                                                  | Bremsnes, Averøy                                    | Møre og Romsdal           | Noruega      | 63º 5'  |
| Platja de tipus meridional                                                        | Farstadsanden                                       | Fræna                     | Noruega      | 62º 54' |
| Escola per a sords                                                                | Härnösand                                           | Ångermanland              | Suècia       | 62º 37' |
| Selva tropical templada                                                           | Príncep William Sound                               | Alaska                    | Estats Units | 60º 36' |
| Dunes de sorra activa                                                             | parc provincial Athabasca                           | Saskatchewan              | Canadà       | 59º 3'  |
| Palmesː Xamaerops humilis                                                         | Niça, costa mediterrània                            | Provença-Alps-Costa Blava | França       | 43º 42' |
| Colònia de primats no humans                                                      | panínsula de Shimokita                              | Honshu                    | Japó         | 41º 32' |
| Lloroː Periquito d'Alexandria                                                     | Jalalabad                                           | Nangarhar                 | Afganistan   | 34º 26' |
| Palmera de coco                                                                   | platja Newport                                      | Califòrnia                | Estats Units | 33º 37' |
| Pantà de papir                                                                    | Vall d'Hula                                         | Mont Hermon               | Israel       | 33º 6'  |
| Atol coral·lí                                                                     | atol de Kure                                        | Hawaii                    | Estats Units | 28º 25' |
| Selva tropical de terres baixes                                                   | parc nacional de Namdapha                           | Arunachal Pradesh         | Índia        | 27º 44' |
| Mar tropical                                                                      | mar Roja                                            |                           |              | 22º     |
| Pingüí (de Galàpagos)                                                             | illes Galàpagos                                     | Galàpagos                 | Equador      | 0° 40'  |

### Récords de temperatura a l'aire
| Continent        | Més alta               | Més alta                                                   | Més alta   | Més baixa              | Més baixa                                        | Més baixa |
| Continent        | Temperatura registrada | Lloc                                                       | Data       | Temperatura registrada | Lloc                                             | Data      |
| ---------------- | ---------------------- | ---------------------------------------------------------- | ---------- | ---------------------- | ------------------------------------------------ | --------- |
| Àfrica           | 55 °C                  | Kebili (Tunísia)                                           | 7/6/1931   | -23,9 °C               | Ifrane (Marroc)                                  | 11/2/1935 |
| Amèrica del nord | 56,7 °C                | Rantxo Greenland, Furnace Creek, Califòrnia (Estats Units) | 10/7/1913  | -66,1 °C               | North Ice (Groenlàndia)                          | 9/1/1954  |
| Amèrica del sud  | 48,9 °C                | Rivadavia, Salta (Argentina)                               | 11/12/1905 | -32,8 °C               | Sarmiento (Argentina)                            | 1/6/1907  |
| Antàrtida        | 17,5 °C                | Base Esperança                                             | 24/3/2015  | -89,2 °C               | Estació Vostok                                   | 21/7/1983 |
| Àsia             | 54 °C                  | Tirat Zvi (Israel)                                         | 21/6/1942  | -67,7 °C (mesurada)    | Oimiakon, Sib èria (Rússia)                      | 6/2/1933  |
| Àsia             | 54 °C                  | aeroport Ahvaz (Iran)                                      | 29/6/2017  | -71,2 °C (extrapolada) | Oimiakon, Sib èria (Rússia)                      | 26/1/1926 |
| Oceania          | 50,7 °C                | Oodnadatta (Austràlia Meridional)                          | 2/1/1960   | -23 °C                 | Charlotte Pass, Nova Gal·les del Sud (Austràlia) | 29/6/1994 |

- Lloc habitat més calentː Dallol (Etiòpia) amb una temperatura mitjana entre 1960 i 1966 de 34,4 °C, la temperatura màxima diària mitjana durant el mateix període va ser de 41,1 °C
- Lloc habitat més fredː Oimiakon, Saja (Rússia) situat al costat del riu Indigirka té la mitjana mensual més freda amb -50 °C, la temperatura mitjana al gener, el mes més fred. Nunavut (Canadà) té la temperatura mitjana anual més baixa amb -19,7 °C
- Caiguda de temperatura més ràpidaː 27,2 °C en 5 minuts, a Rapid City, Dakota del sud (Estats Units) el 10 de gener de 1911

### Precipitacions

#### Pluja
- Menys en un anyː 0,2 mm o menys a Quillagua, Antofagasta (Xile)
- En un minutː 38 mm a Barot (Guadalupe) el 26/11/1970
- En una horaː 305 mm a Holt, MIssouri (Estats Units) el 22/6/1947
- En 12 horesː 1.144 mm a Cilaos (Reunión) el 8/1/1966 durant el cicló tropical Denise
- En 24 horesː 1.825 mm a Cilaos (Reunión) el 7-8/1/1966 durant el cicló tropical Denise
- En 48 horesː 2.493 mm a Cherrapunji, Meghalaya (Índia) el 15-16/6/1995
- En 72 horesː 3.929 mm a Commerson (Reunión) el 24-26/2/2007
- En 96 horesː 4.869 mm a Commerson (Reunión) el 24-27/2/2007
- En un anyː 26.470 mm a Cherrapunji, Meghalaya (Índia) en 1860-1861
- Major mitjana anual total en 10 anysː 11.872 mm a Mawsynram, Meghalaya (Índia)

#### Neu
- En 24 horesː 2,56 m a Capracotta (Itàlia) el 5/3/2015
- En un anyː 31,5 m a Mount Rainier, Washington (Estats Units) en 19/2/1971-18/2/1972
- En una temporada (1/7-30/6)ː 29 m a Mount Baker, Washington (Estats Units) entre 1998 i 1999
- En un mes de calendariː 9,91 m a Tamarack, Califòrnia (Estats Units) a genter de 1911 assolint una profunditat de 11,46 m, la més gran mesurada a Amèrica del Nord
- La més profunda registradaː 11,82 m al Mont Ibuki (Japó) el 14/2/1927

### Velocitat del vent
- El més ràpid mai registratː 484±32 km/h, ràfega de 3 segons observada per una unitat de radar doppler on wheels en un tornado entre Oklahoma City i Moore el 3/5/1999.
- El més ràpid registrat amb un anemòmetreː 407 km/h, ràfega de 3 segons, una de les 5 extremes durant una sèrie de períodes de 5 minuts a la Illa Barrow (Austràlia Occidental) el 10/4/1996 durant el cicló Olivia.
- El més ràpid registrat amb un anemòmetre fora d'un cicló tropicalː 372 km/h mantingut 1 minut de mitjana al mont Washington (New Hampshire) el 12/4/1934
- Mitjana diària més ràpidaː 174 km/h a Port Martin (Terra Adèlia, Antàrtida), 24 hores el 21-22/3/1951

#### Tornados
|    | Nom (Ubicació)                            | Estat              | Data      | Morts | Ferits | Descripció |
| -- | ----------------------------------------- | ------------------ | --------- | ----- | ------ | --- |
| 1  | Dultipur i Saturia                        | Bangladesh         | 26/4/1989 | 1.300 | 12.000 | El més mortífer de la història mundial |
| 2  | Triestatal (Missouri, Illinois i Indiana) | Estats Units       | 18/3/1925 | 695   | 2.027  | Va destruir totalment o parcialment més de 10 ciutats, la seva longitud de trajectória va ser de 352 km. El més mortífer del món fins a 1989. El més mortífer d'Amèrica |
| 3  | Manikganj, Singair i Nawabganj            | Bangladesh         | 17/4/1973 | 681   | ¿?     | El més mortífer d'Àsia fins a 1989 |
| 4  | Pakistan oriental                         | Bangladesh         | 14/4/1969 | 660   | ¿?     | El més mortífer d'Àsia fins a 1973 |
| 5  | Valletta                                  | Malta              | 23/9/1551 | 600   | ¿?     | El més mortífer del món fins a 1925 i el més mortífer d'Europa |
| 6  | Magura i Narail                           | Bangladesh         | 11/4/1964 | 500   | ¿?     | El més mortífer d'Àsia fins a 1969 |
| 7  | Sicília                                   | Itàlia             | 8/12/1851 | 500   | ¿?     | El més mortífer d'Itàlia |
| 8  | Madaripur i Shibchar                      | Bangladesh         | 1/4/1977  | 500   | ¿?     | |
| 9  | Blyanitsy, Ivànovo i Balino               | Russia             | 9/6/1984  | 400   | 213    | El més mortífer de Rússia |
| 10 | Natchez                                   | Estats Units       | 6/5/1840  | 317   | 109    | El més mortífer d'Amèrica fins a 1925 |
| 11 | Cooch Behar                               | Índia i Bangladesh | 19/4/1963 | 300   | ¿?     | El més mortífer d'Àsia fins a 1964 |
| 12 | Bhakua i Haripur                          | Bangladesh         | 29/4/1972 | 300   | ¿?     | |
| 13 | Comilla                                   | Bangladesh         | 14/4/1969 | 263   | ¿?     | |
| 14 | St. Louis                                 | Estats Units       | 27/5/1896 | 255   | 1.000  | |
| 15 | Orissa i Bengala occidental               | Índia              | 24/3/1998 | 250   | ¿?     | |
| 16 | Tupelo                                    | Estats Units       | 5/4/1936  | 216   | 700    | |
| 17 | Calcuta                                   | Índia              | 8/4/1838  | 215   | ¿?     | El més mortífer d'Àsia fins a 1963 |
| 18 | Faridpur i Dhaka                          | Bangladesh         | 19/3/1961 | 210   | ¿?     | |
| 19 | Gainesville                               | Estats Units       | 6/4/1936  | 203   | 1.600  | |
| 20 | Mymensingh                                | Bangladesh         | 1/4/1972  | 200   | ¿?     | |

- Més tornados en 24 horesː El brot de 2011 als Estats Units va produir 362 tornados, 218 en les 24 hores del 27 d'abril, es produires 348 morts, 324 directament relacionades amb tornados. Aquell abril es totalitzaren 772 tornados, el triple del rècord anterior (267 a l'abril de 1974)
- Brot més llargː 95 tornados en 41 hores entre el 21 i el 23 de novembre de 1992 a Amèrica del Nord.
- Més tornados provinents d'un huracàː 118 des de l'huracà Iván el 2004.

#### Calamarsa
- El més pesat, registrat oficialmentː 1,02 kg al districte Gopalganj (Bangladesh) el 14/4/1986
- Diàmetre més gran, mesurat oficialmentː 20 cm (47,3 cm de circumferència) a Vivian, Dakota del sud (Estats Units) el 23/7/2010
- Circumferència més gran, mesurada oficialmentː 47,6 cm (17,8 cm de diàmetre) a Aurora, Nebraska (Estats Units) el 22/6/2003

#### Llampec
- Llamp més llargː 321 km el 20/6/2007 a Oklahoma
- Duració més llarga per a un sol llampecː 7,74 segons el 30/8/2012 a Provença-Alps-Costa Blava (França)
- Més llamps en un anyː Llac Maracaibo (Veneçuela), amb una taxa mitjana al voltant de 233 per km² i any.

#### Índex Ultraviolada
- Més altː 43,3 el 29/12/2003 al volcà Licancabur (Xile-Bolívia)